# 박형덕
박형덕(朴亨德, 1959년 10월 18일~)은 대한민국의 정치인이다. 제20대 동두천시장이다.

## 학력
- 적암초등학교 (졸업)
- 어유중학교 (졸업)
- 동두천고등학교 (졸업)
- 경희사이버대학교 (학사)
- 한경대학교 국제개발협력대학원 (경영학 / 석사)

## 경력
- 2002.01 ~ 2002.12: 제7대 어수회 회장
- 2004.01 ~ 2006.02: 동두천시 통장협의회 감사
- 2004.01 ~ 2006.02: 동두천시 생연1동 통장협의회 회장
- 2006.07 ~ 2010.06: 제5대 동두천시의회 의원
  - 2008.07 ~ 2010.06: 제5대 동두천시의회 후반기 부의장
- 2008.12 ~ 2010.12: 대한적십자사 동두천지구협의회 이담봉사회 부회장
- 2009.07 ~ 2011.06: 민주평화통일자문회의 동두천시협의회 수석부회장
- 2010.01 ~ 2012.12: 동두천중고등학교 총동문회 상임 부회장
- 2010.07 ~ 2014.05: 제6대 동두천시의회 의원
  - 2012.07 ~ 2014.05: 제6대 동두천시의회 후반기 의장
- 2011.07 ~ 2013.07: 민주평화통일자문회의 동두천시협의회 회장
- 2014.07 ~ 2018.04: 제9대 경기도의회 의원
  - 2016.07 ~ 2018.04: 제9대 경기도의회 후반기 기획재정운영위원회 간사
  - 2017.02 ~ 2018.04: 제9대 경기도의회 제1연정위원장
- 2022.07 ~ : 제20대 민선 8기 경기도 동두천시장

## 역대 선거 결과
|  | 22.05% |

|  | 15.57% |

|  | 58.13% |

|  | 40.10% |

|  | 53.95% |

| 전임 최용덕 | 제20대 경기도 동두천시장 2022년 7월 1일~ |  |